# Скотт, Ник
Николас Майкл Скотт (англ. Nicholas Michael Scott, 17 мая 1995, Ланкастер, Пенсильвания) — профессиональный американский футболист, выступающий на позиции сэйфти в клубе НФЛ «Лос-Анджелес Рэмс».

## Биография
Ник Скотт родился 17 мая 1995 года в Ланкастере в штате Пенсильвания. Младший из трёх сыновей в семье. Первые два года старшей школы он провёл в Бруклайне, затем два года учился в Фэрфаксе. За школьные команды Скотт играл на позициях раннинбека, квотербека, ресивера, лайнбекера и сэйфти. В выпускной год он был капитаном команды. Также Скотт играл в баскетбол, занимался лёгкой атлетикой. После окончания школы он поступил в университет штата Пенсильвания.

### Любительская карьера
Сезон 2014 года Скотт провёл в статусе освобождённого игрока и не участвовал в официальных играх команды. В NCAA дебютировал в 2015 году, сыграл в тринадцати матчах чемпионата, в том числе одну в стартовом составе на позиции раннинбека. По итогам сезона Скотт получил командную награду Самому выдающемуся игроку в составе специальных команд. В 2016 году он также провёл тринадцать игр в составе «Пенн Стейт». Перед началом чемпионата 2017 года он был выбран одним из капитанов команды. Принял участие в тринадцати играх сезона, в матче с «Индианой» занёс тачдаун после подобранного фамбла.
В мае 2018 года Скотт окончил институт, получил диплом бакалавра в области психологии. В последнем сезоне в составе студенческой команды он сыграл в двенадцати матчах, во всех был игроком стартового состава. С тремя сделанными перехватами он вошёл в десятку лучших игроков конференции Big-10 по этому показателю.

#### Статистика выступлений в NCAA
| Сезон | Команда                   | Игры | Захваты | Захваты | Захваты | Захваты | Захваты | Перехваты | Перехваты | Перехваты | Перехваты | Перехваты | Фамблы | Фамблы | Фамблы | Фамблы |
| Сезон | Команда                   | Игры | Solo    | Ast     | Tot     | Loss    | Sk      | Int       | Yds       | Y/R       | TD        | PD        | FR     | Yds    | TD     | FF     |
| ----- | ------------------------- | ---- | ------- | ------- | ------- | ------- | ------- | --------- | --------- | --------- | --------- | --------- | ------ | ------ | ------ | ------ |
| 2014  | Пенн Стейт Ниттани Лайонс | 0    | 0       | 0       | 0       | 0,0     | 0,0     | 0         | 0         | 0,0       | 0         | 0         | 0      | 0      | 0      | 0      |
| 2015  | Пенн Стейт Ниттани Лайонс | 13   | 5       | 3       | 8       | 0,0     | 0,0     | 0         | 0         | 0,0       | 0         | 0         | 0      | 0      | 0      | 0      |
| 2016  | Пенн Стейт Ниттани Лайонс | 13   | 3       | 5       | 8       | 0,0     | 0,0     | 0         | 0         | 0,0       | 0         | 1         | 0      | 0      | 0      | 0      |
| 2017  | Пенн Стейт Ниттани Лайонс | 13   | 17      | 15      | 32      | 1,5     | 0,0     | 0         | 0         | 0,0       | 0         | 0         | 1      | 13     | 1      | 0      |
| 2018  | Пенн Стейт Ниттани Лайонс | 13   | 35      | 30      | 65      | 1,0     | 1,0     | 3         | 16        | 5,3       | 0         | 1         | 1      | 0      | 0      | 0      |
| Всего | Всего                     | 52   | 60      | 53      | 113     | 2,5     | 1,0     | 3         | 16        | 5,3       | 0         | 2         | 2      | 13     | 1      | 0      |

### Профессиональная карьера
Аналитик сайта НФЛ Лэнс Зирлейн перед драфтом характеризовал Скотта как хорошего атлета, который отличается нестабильностью и имеет пробелы в технике и чтении игры. К достоинствам игрока он относил лидерские качества, хорошую стартовую скорость, возможность вести борьбу с тайт-эндами, опыт игры в составе специальных команд. Минусами Зирлейн называл низкую подвижность, недостаток внимания для игрока его позиции, которую он также часто теряет на поле. 
На драфте Скотт был выбран клубом «Лос-Анджелес Рэмс» в седьмом раунде под общим 243 номером. В регулярном чемпионате в защите он появлялся на поле всего в пятнадцати розыгрышах, но сыграл 80 % снэпов в составе специальных команд. 

#### Статистика выступлений в НФЛ

##### Регулярный чемпионат
| Сезон | Команда           | Игры | Захваты | Захваты | Захваты | Захваты | Захваты | Перехваты | Перехваты | Перехваты | Перехваты | Перехваты | Фамблы | Фамблы | Фамблы | Фамблы |
| Сезон | Команда           | Игры | Solo    | Ast     | Tot     | Loss    | Sk      | Int       | Yds       | Y/R       | TD        | PD        | FR     | Yds    | TD     | FF     |
| ----- | ----------------- | ---- | ------- | ------- | ------- | ------- | ------- | --------- | --------- | --------- | --------- | --------- | ------ | ------ | ------ | ------ |
| 2019  | Лос-Анджелес Рэмс | 16   | 6       | 2       | 8       | 0       | 0,0     | 0         | 0         | 0,0       | 0         | 0         | 0      | 0      | 0      | 0      |
| Всего | Всего             | 16   | 6       | 2       | 8       | 0       | 0,0     | 0         | 0         | 0,0       | 0         | 0         | 0      | 0      | 0      | 0      |